# PPIP5K2
PPIP5K2‏ (Diphosphoinositol pentakisphosphate kinase 2) هوَ بروتين يُشَفر بواسطة جين PPIP5K2 في الإنسان.